# آب‌جنبی
 آبجنبی* یا هیدروتوراکس(به انگلیسی: Hydrothorax)* تراکم نابهنجار مایع آبگون (serous fluid) در حفرۀ جنب است. این وضعیت اغلب ثانویه به نارسایی احتقانی قلب، به دنبال افزایش فشار هیدرواستاتیک درون ریه‌ها است. به ندرت، هیدروتوراکس می‌تواند در بیماران مبتلا به سیروز یا آسیت ایجاد شود. هیدرواتورکس کبدی، در مراحل پیشرفته و نهایی بیماری اغلب به درمان پاسخ نمی‌دهد. اگر مایع داخل حفره جنب چرکی باشد آن را پیوتوراکس، اگر خونی باشد هموتوراکس و اگر لنف باشد کیلوتوراکس می‌نامند.
اگرچه مکانیسم های دقیق درگیر در ایجاد هیدروتوراکس کبدی به طور کامل شناخته نشده است، اما احتمالاً از عبور آسیت از حفره صفاقی به حفره پلور از طریق نقص های کوچک دیافراگم ناشی می شود. این عیوب معمولاً کمتر از 1 سانتی متر هستند (و ممکن است میکروسکوپی باشند) و عموماً در قسمت تاندونی دیافراگم قرار دارند. هیدروتوراکس کبدی زمانی آشکار می شود که ظرفیت جذب فضای پلور بیشتر شود. مکانیسم های پاتولوژیک پشت تشکیل آسیت به تفصیل در جای دیگری مورد بحث قرار گرفته است 